# Cominotto
Cominotto (malt. Kemmunett) – niezamieszkana, skalista wysepka między wyspami Malta i Gozo, o powierzchni 0,25 km². Jest położona około 100 m od wyspy Comino. Ma średnią szerokość około 400 metrów i długość około 200 metrów.
Pomiędzy Comino i Cominotto leżą błękitne i przeźroczyste wody Błękitnej Laguny (ang. Blue Lagoon, malt. Bejn il-Kmiemen, dosłownie „pomiędzy Comino”).